# ゴードン・マレー
イアン・ゴードン・マレー（Ian Gordon Murray CBE、1946年6月18日 - ）は、南アフリカ・ダーバン出身の自動車デザイナー、実業家。姓はマーレーまたはマーレイとも表記される。身長196cm。
レーシングカーデザイナーとしてはF1のブラバムとマクラーレンで5台のチャンピオンマシンを産み出し、ロードカーデザイナーとしてはマクラーレン・F1などを発表している。
2019年、大英帝国勲章のCBE（コマンダー）を受勲。

## プロフィール

### 初期
故郷の南アフリカで過ごした青年時代は、製図工として働く傍ら、大学の定時制コースで工学を学んだ。オートバイレーサーの父と同じく、マーレイも自らレーシングカーを製作して、クラブレースやヒルクライムレースに参加していた。
1969年、単身イギリスに渡り、レースエンジニアとしての職探しを始める。ロータスには働き口がなかったが、運良くブラバムで最初の職を得た。

### ブラバム時代

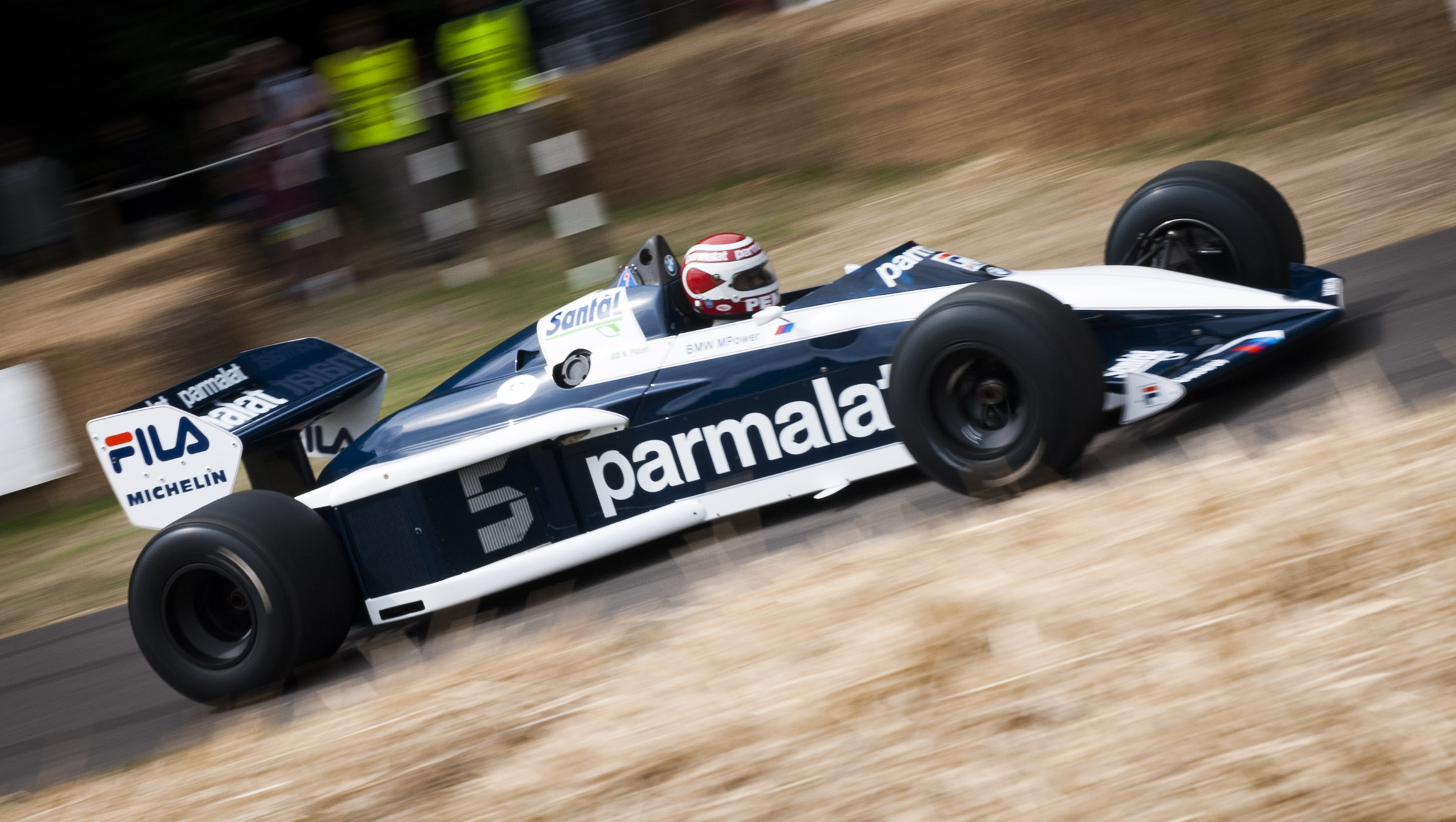
ブラバム・BT52（2013年撮影）

ブラバムに新オーナー、バーニー・エクレストンが就任し、開発部門からラルフ・ベラミーが離脱すると、マーレイがチーフデザイナーに昇格した。1973年のBT42に始まり、1985年にかけて、マレーのデザインしたブラバム製シャシーはグランプリで22勝を挙げ、1975年と1981年にはコンストラクターズ・ランキング2位を獲得。さらに1981年と1983年にはネルソン・ピケをドライバーズ・チャンピオンの座に就かせた。
マレーのマシンは三角形の断面をもつピラミッドモノコック、表面冷却のBT46プロトタイプ、ファン・カーとして知られるBT46Bなど、個性的なアイデアとレギュレーションの盲点を突く意外性に富んでいた。1970年代には、いち早くウイングやブレーキディスクにカーボン素材を導入したが、モノコックに関しては剛性を不安視し、しばらくは従来のアルミハニカム素材との併用に留めていた。
1981年には当時の車高6cm規定をクリアするため、走行中に車高を下げられるハイドロニューマチック・サスペンションを搭載したBT49を開発。1983年にはレース中の再給油作戦を想定し、燃料タンクを小型化したBT52を開発するなど、ライバルチームを出し抜く発想で優位を得た。
1983年にフラットボトム規制が始まって以降、マシン後底部を跳ね上げることでグラウンド・エフェクトを発生するデザインに反発し、全高を低くして前後ウイングのダウンフォース発生効率を最大化するロウ・ライン・コンセプトにこだわった。その顕著な作品が1986年のBT55で、マシンの全高を低くするためにBMW直4ターボエンジンを水平方向に73度傾けて搭載した。そのフォルムは他のマシンより異様に平たく、「スケートボード」「フラットフィッシュ(ヒラメ)」などの異名を取った。エンジンを傾けるアイデア自体は、1950年代のメルセデス・ベンツ・W196という成功例があったが、BT55ではトラブルを頻発し十分な成績を上げられなかった。
ブラバムには17年間在籍し、オーナーのエクレストンとの関係も良好だったが、マレーはロードゴーイングカーの設計をいつかはしたいという夢をもっており、これをかねてよりマレーに移籍オファーをしていたマクラーレンのロン・デニスに「私はいつまでもF1のデザインをやるわけではない、やってもあと数年だ。そのあとはロードカーの設計をしたいと思っている。」と話したところ、将来的には協力するという約束をデニスが申し出たため、マレーは1987シーズンからのマクラーレン移籍を決めた。これはマクラーレンからジョン・バーナードが去るタイミングと連動して起きた移籍でもあった。

### マクラーレン時代

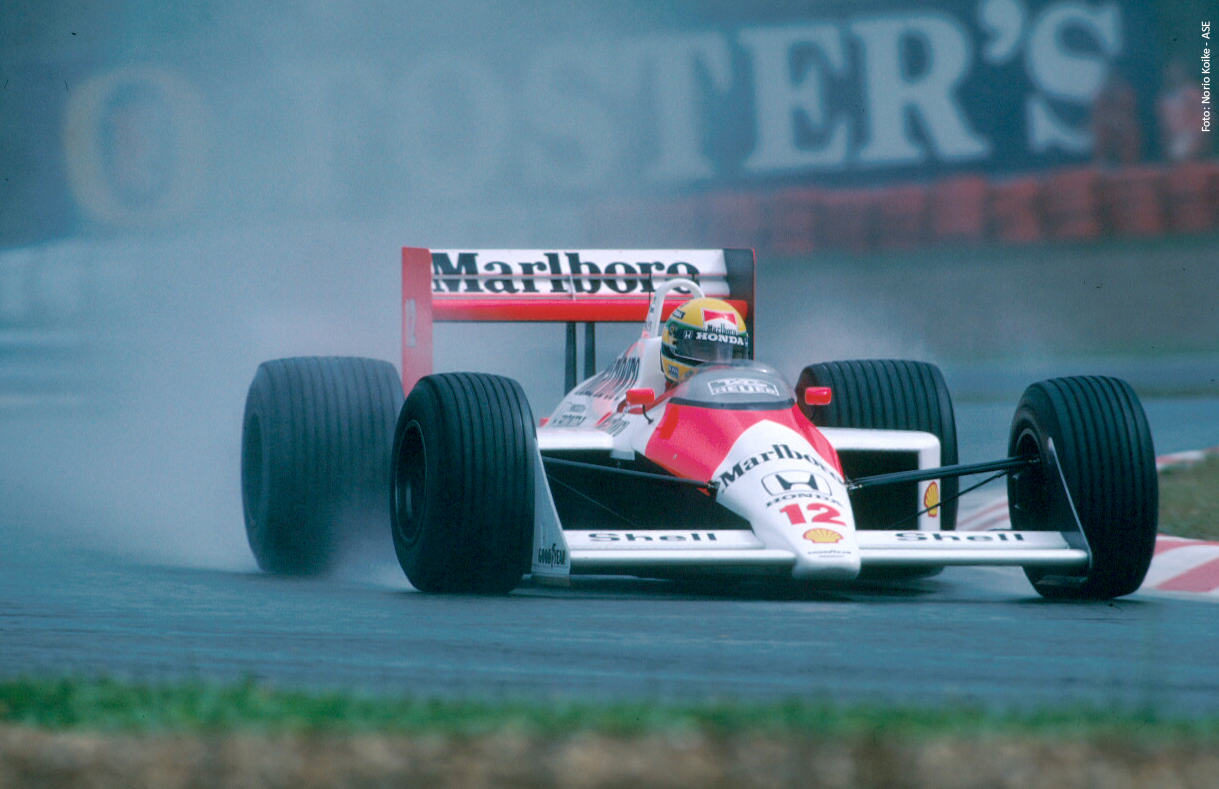
マクラーレン・MP4/4（1988年）

1986年末からマレーはマクラーレン・ファクトリーの一員となった。最初の仕事は、前任のジョン・バーナードによる置き土産となった1987年用のマシン、MP4/3の改良であった。1987年9月に翌シーズンからマクラーレンへのホンダ・エンジン供給が正式に発表されると、マレーは1988年用の新車の構想をまとめ始める。BT55でのアイデアを元に、車高を低くしたMP4/4の設計・開発をスティーブ・ニコルズとともに開始した。BT55に搭載されていたBMW製直4ターボエンジンは重心を下げるため横倒しに搭載したためマシンの重量バランスが左右非対称になるデメリットがあったが、ホンダRA168EはV型6気筒レイアウトのため基本的に低重心であり、左右対称に搭載することができた。そのためマレーのアイデアを実現するためには好都合であった。なお、マレーからのオーダーによりホンダはRA168Eのクラッチの枚数を増やし径を小さくしている。クラッチが小径になることで、エンジン搭載位置を更に下げることができるからである。
結果的にこのマシンは、アイルトン・セナとアラン・プロストという当代随一のラインナップと、ホンダ・エンジンの高い戦闘力も相俟って、グランプリ全16戦のうち15戦で勝利し、セナに初のドライバーズ・チャンピオンを与え、マクラーレンにコンストラクターズ・チャンピオンを与えた（この年獲得した199ポイントは、2002年にフェラーリに破られるまでグランプリ史上最高得点であった）。
マレーは1990年のMP4/5Bまでテクニカル・ディレクターとしてマクラーレンのF1マシン開発を指揮し、3年連続コンストラクターズ・タイトル獲得を置き土産にして、レーシングカーデザインを卒業した。もともと、マクラーレンから移籍のオファーを受けた際にマレーはロン・デニス代表に『3年後にはF1でのキャリアが20年になるので、それ以後はF1以外の新しいプロジェクトを用意してほしい。でなければその時点でマクラーレンを離れると思う』という意向を伝えていたという。

### ロードカーデザイナーへ

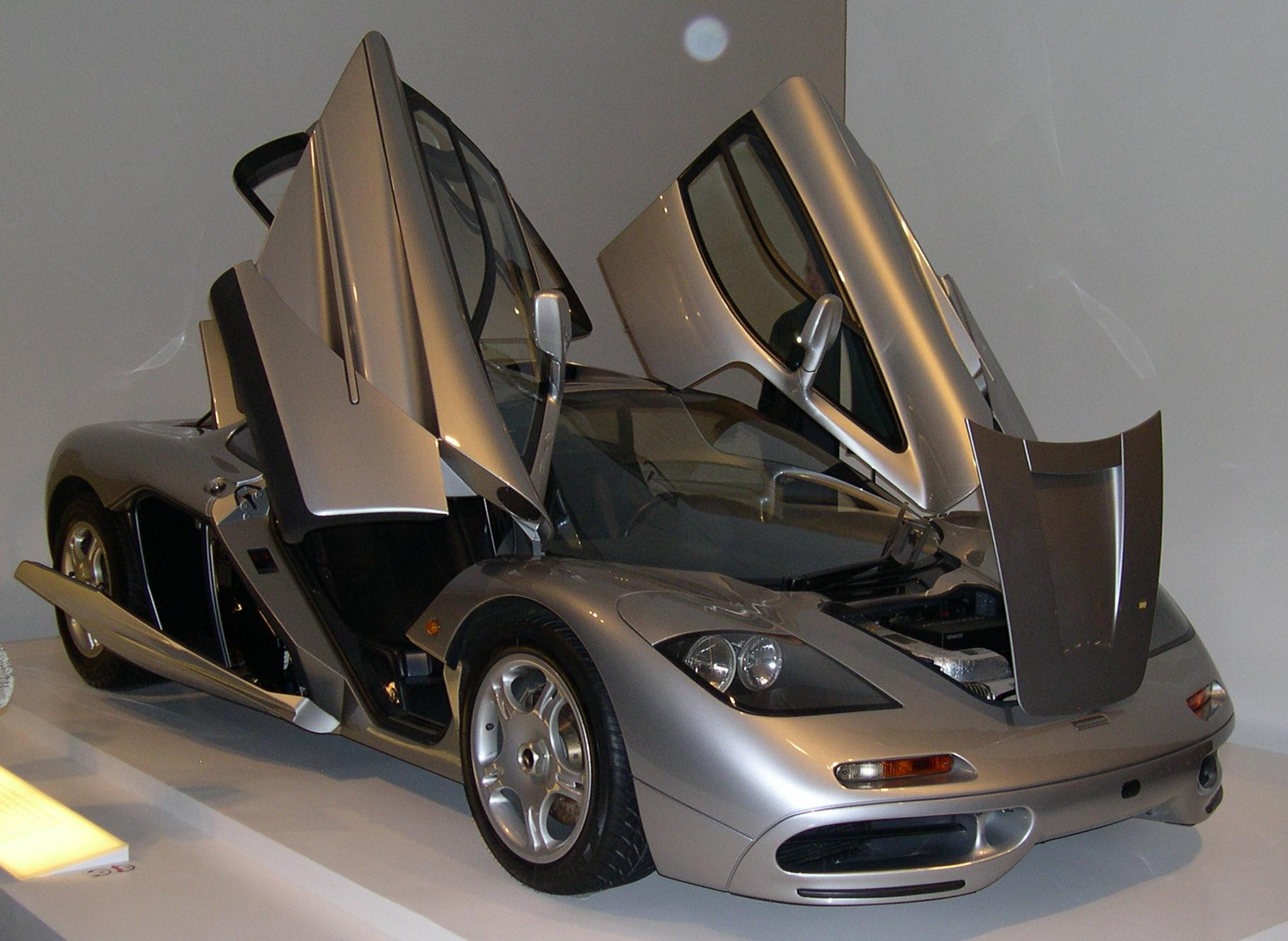
マレーの設計したマクラーレンF1ロードカー

1991年から2004年まで、マレーはグループ会社のマクラーレン・カーズに在籍した。主な仕事としてはカーボンモノコックを採用した高性能ロードカー「マクラーレン・F1」（1993年）や、メルセデス・ベンツとの共同プロジェクトである「SLRマクラーレン」（2004年）の設計である。彼はマクラーレン・F1のデザインについて、「F1マシンの設計よりも考える部分が多くて、非常にチャレンジし甲斐のあるプロジェクトだった」と述懐している。マレーはレース活動を想定していなかったが、マクラーレンF1・GTRは初出場の1995年のル・マン24時間レースで1・3・4・5位という快挙を達成し、GTカーレースの興隆に貢献した。
また、コーリン・チャップマンの軽量哲学を彷彿とさせるように、マレーはライトカー・カンパニーで「ロケット」を設計した。これは1リッターのバイク用エンジンを搭載したオープンシートの超軽量自動車で、1960年代のグランプリカーに似た外観を持つ。
また、イギリスやアメリカの自動車雑誌に寄稿するかたわら、キャパロT1プロジェクト（フォーミュラカーのコンセプトで設計された公道向けスーパーカー）にも関与している。
マクラーレンを離れたあとは、2007年に設立した自身のデザインスタジオ「ゴードン・マレー・デザイン」を率いて、大都市向けの小型コミューターカーなどの設計、デザインなどを行っている。2011年には東レが開発した電気自動車「TEEWAVE AR1」の開発に関与した。
2011年、ロードカー部門の顧問としてグループ・ロータスに加入することを発表した。ただしロータス専属というわけではなく、他社の仕事も並行して手がけている。
2013年にはヤマハ発動機と提携し、東京モーターショーで小型コンセプトカー「MOTIV」を展示。2015年の東京モーターショーでは2作目のスポーツカー「SPORTS RIDE CONCEPT」を発表したこの2台はマレーが提唱する鋼管スペースフレームと複合素材パネルを組み合わせた軽量・高剛性な車体技術「iStream」に基づいて製作された。
2015年には経営再建中の英TVRと契約し、同社が2017年に発表予定の新型車のデザインを手がけていることが明らかになった。これは結局同社の新型グリフィスとして結実し、2019年より販売されている。
2017年10月、マレーは少量生産のロードカーブランド「ゴードン・マレー・オートモーティブ (GMA) 」を設立。2019年にブラバム・BT46Bとマクラーレン・F1の遺伝子を継ぐフラッグシップモデル「T.50」の生産を発表した（2022年発売予定）。